# Aeroportul Internațional Nueva Hespérides
Aeroportul Internațional Nueva Hespérides (IATA: STY, ICAO: SUSO) este un aeroport din Salto, Uruguay, Departamentul Salto, Uruguay ce deservește zona Salto, Uruguay. A fost numit după zona deservită.
Situat la o altitudine de 56 m, aeroportul dispune de 2 piste.

## Infrastructură

### Piste
Aeroportul dispune de 2 piste. Pista 05/23 are suprafața de asfalt. Pista 13/31 are suprafața de gazon. 